# Leandro Bottasso
Leandro Hernán Bottasso (né le 23 avril 1986 à Bell Ville) est un coureur cycliste argentin, spécialiste des épreuves de vitesse sur piste.

## Palmarès sur piste

### Championnats panaméricains
- Tinaquillo 2004
  - Quatrième de la vitesse par équipes[1]
- Mar del Plata 2005
  - Quatrième du kilomètre[2]
- État de São Paulo 2006
  -  Champion panaméricain du keirin.
  -  Médaillé d'argent de la vitesse par équipes
- Mar del Plata 2012
  -  Médaillé d'argent du keirin
- Mexico 2013
  -  Médaillé de bronze du keirin
- Aguascalientes 2016
  -  Médaillé d'argent de la vitesse par équipes
  -  Médaillé d'argent du keirin
- Couva 2017
  -  Médaillé de bronze du keirin
  -  Médaillé de bronze de la vitesse par équipes
- Aguascalientes 2018
  - Cinquième de la vitesse par équipes[3].
  - Neuvième du keirin[4].
- Cochabamba 2019
  - Éliminé au repêchage du premier tour du keirin[5].
- Lima 2021
  -  Médaillé de bronze de la vitesse par équipes

### Jeux panaméricains
- Rio de Janeiro 2007
  -  Médaillé de bronze du keirin
- Guadalajara 2011
  -  Médaillé de bronze du keirin
- Lima 2019
  -  Médaillé de bronze du keirin

### Jeux sud-américains
- Province de Buenos Aires 2006
  -  Médaillé de bronze de la vitesse par équipes
- Santiago 2014
  -  Médaillé de bronze du keirin
- Cochabamba 2018
  -  Médaillé de bronze du keirin
- Asuncion 2022
  -  Médaillé d'argent de la vitesse par équipes
  -  Médaillé d'argent du keirin

### Championnats d'Argentine
- 2004
  -  Champion d'Argentine de vitesse juniors
  -  Champion d'Argentine du kilomètre juniors